# ویتکسین
ویتکسین (به انگلیسی: Vitexin) با فرمول شیمیایی C۲۱H۲۰O۱۰ یک ترکیب شیمیایی با شناسه پاب‌کم ۵۲۸۰۴۴۱ است. که جرم مولی آن ۴۳۲٫۳۸ g/mol می‌باشد. شکل ظاهری این ترکیب، Light پودر زرد است.